# Chœur de Sartène

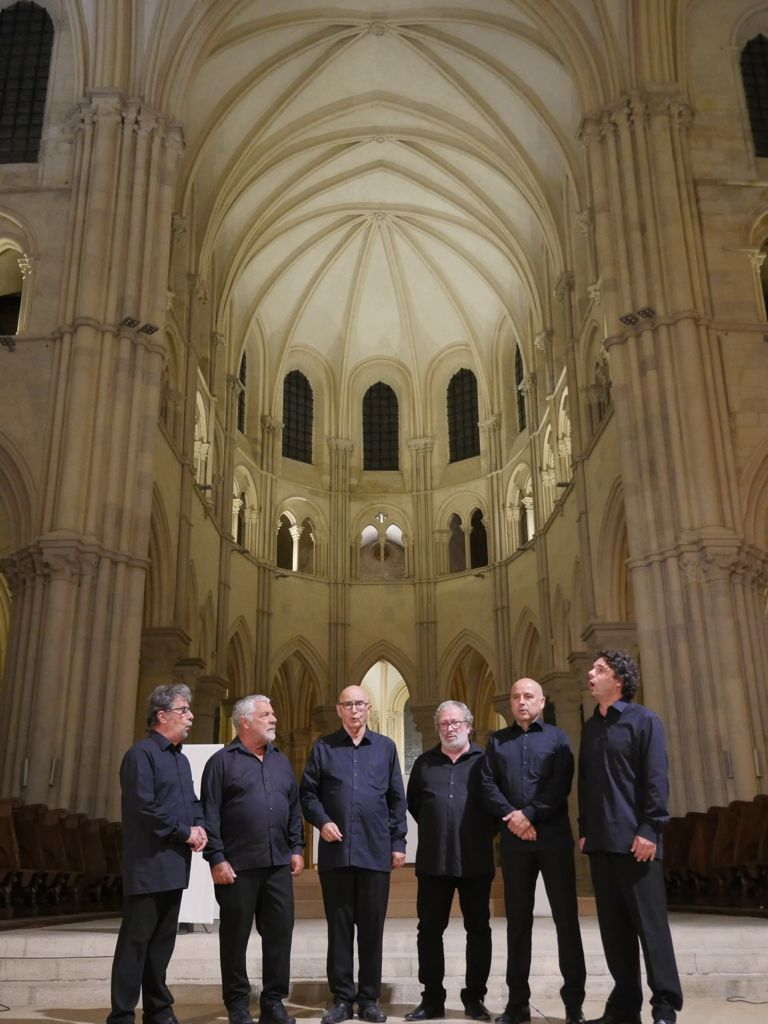
Le Chœur de Sartène

Le Chœur de Sartène (en corse : U Coru di Sartè) est un groupe de musique polyphonique corse créé par Jean-Paul Poletti en 1995.

## Chanteurs, répertoire, concerts et tournées
6 chanteurs. Le chœur regroupe, par ordre alphabétique, le ténor Jean-Louis Blaineau, le baryton Ceccè Lanfranchi, le ténor Stéphane Paganelli, le baryton Jean-Paul Poletti, la basse Jacques Tramoni, la basse Jean-Claude Tramoni. Jacques Tramoni, initié très jeune au chant grégorien par Père Ulrich, est première basse et « l’âme » du Chœur : il sera pendant 30 ans présent à tous les événements. Jean-Claude Tramoni, jeune frère de Jacques, élève de Jean-Paul Poletti, vivra avec lui la saga de Canta u Populu Corsu ; membre du groupe Les Nouvelles Polyphonies Corses, il ouvre avec Jean-Paul Poletti les Jeux Olympiques d’Albertville de 1992. « Véritable institution de la musique insulaire, le Chœur de Sartène s'appuie sur une profonde amitié entre ses membres. Les frères Tramoni, Jacques, intendant et trésorier, et Jean-Claude, qui a toujours mis l'accent sur la transmission. Présents lors de la fondation, ils forment le ciment du groupe avec Poletti. Jean-Louis Blaineau et Stéphane Paganelli, arrivés en 2000, sont les deux pierres d'ancrage qui manquaient pour apporter cette stabilité dont le chœur ne s'est plus jamais départi. Le premier, compositeur et chef de chœur, a dirigé 300 choristes de toute l'île lors du concert pour le pape François. "Nous sommes liés par une profonde affection. Nous n'avons pas besoin de nous parler", confie Stéphane Paganelli, ténor et pilier logistique. (...) Depuis 2020, le chœur accueille Ceccè Lanfranchi, parolier et poète originaire de Levie, qui a enrichi son répertoire en tant qu’auteur. »
Triple répertoire. Le Chœur pratique la polyphonie traditionnelle corse, la polyphonie franciscaine, le répertoire sacré ; il exprime un « art humble et beau, soucieux de perfection ». Le répertoire est en grande partie constitué de créations du Chœur. Pour la polyphonie franciscaine et le répertoire sacré, le Chœur de Sartène fait revivre un fonds millénaire dont le moine flamand Père Ulrich, du couvent San Damianu, sur les hauteurs de Sartène, était l’un des découvreurs et dépositaires ; jusqu’à son décès Père Ulrich conseillera le Chœur de Sartène et Jean-Paul Poletti.
Concerts et tournées. Le Chœur de Sartène se produit en permanence en Europe et dans le monde : à Tokyo, New York, Venise, Vienne, Londres, Djibouti, au Mexique, en Chine, en Russie, à Téhéran, Rabat, Rome, à l'Île de la Réunion, en Algérie. Chaque année une tournée se déroule d'avril à octobre : en 2017 elle franchit le cap des 100 concerts. En 2018, la tournée passe par l'Abbaye Saint-Victor de Marseille, l’église Saint-Louis-en-l’Île sur l’Île Saint-Louis à Paris (le 15 août, dans le cadre du Festival Musique en l'Île), le Théâtre de verdure de Sartène (le 29 août) ; sont intégrés 2 concerts exceptionnels avec le Trio de la Scala de Milan (notamment le 28 juillet dans la Cour du Palais des Gouverneurs de Bastia). En 2019, près de 100 concerts seront proposés, en France et en Europe. En 2020, malgré la crise de la Covid 19, le Choeur sera présent sur scène, avec une petite tournée continentale en août et quelques concerts en Corse.
Création collective en 2019 : U Catinacciu di Sartè. Initié et porté par le Chœur de Sartène, U Catinacciu di Sartè est créé par Le Chœur de Sartène, le Chœur de la Confrérie de Sartène (La compagnia del santissimo sacramento di Sartè, instituée par le Pape en 1539 : l’une des 70 confréries de Corse), le groupe polyphonique Pumonti (Thierry Courtaud, Ceccè Ferrara, Claude Fortunato, Ceccè Lanfranchi, Patrick-François Santini). 17 chants polyphoniques forment ce projet ; compositeurs (ordre alphabétique) : Jean-Louis Blaineau, Jean-Paul Poletti ; auteurs : Ceccè Ferrara, Ceccè Lanfranchi (qui a intégré depuis le Choeur), Stéphane Paganelli. La création est un hommage au Catinacciu di Sartè, procession annuelle d’un pénitent le Vendredi saint : catinacciu signifie homme enchaîné en corse et en latin. La procession est organisée par la Confrérie de Sartène depuis le XVe siècle : avec Bruges en Flandre et Séville en Espagne, c'est l'une des plus importantes d'Europe. Cette œuvre fait l’objet d’une tournée de printemps de 6 concerts en Corse (qui, pour le Chœur de Sartène, s’ajoute à sa tournée de printemps sur le continent) ; elle débute à Sartène au cours de la Semaine sainte, le mercredi 17 avril en l'église Santa Maria Assunta. De ce projet est né un disque, tout simplement intitulé "U Catinacciu di Sartè".
Juillet 2024 : le Chœur franciscain de la basilique Saint-François d’Assise de Rome et le Chœur de Sartène. Jean-Paul Poletti est le directeur artistique du festival Henry-Mary de Sartène, qui se déroule chaque année fin juillet. En 2024, la 6e édition est marquée par la présence du chœur franciscain de la basilique Saint-François d’Assise de Rome : « Porteurs d'une tradition musicale remontant à 1230, les chants franciscains de la Chapelle musicale papale de la basilique Saint-François d'Assise ouvriront le festival à l'église Saints-Côme-et-Damien de Sartène et à la cathédrale d'Ajaccio, en présence du cardinal Bustillo. Ils partageront ces deux soirées avec le Chœur d'hommes de Sartène. »
Décembre 2024 : le Chœur de Sartène (U Coru di Sartè) participe à la Sainte Messe autour du Pape François. Le Chœur de Sartène participe à la Sainte Messe autour du Pape François le dimanche 15 décembre 2024 ; cette messe est célébrée place d’Austerlitz à Ajaccio, dans le théâtre de verdure U Casone.
2025 : Jean-Christophe Spinosi, Jean-Paul Poletti, 2 Chefs corses ensemble. Le Chœur d'hommes de Sartène et l'Ensemble Matheus réunissent, fin juillet 2025, la polyphonie sacrée de Corse et la musique baroque : « “Jouer en Corse, avec Jean-Paul Poletti et son chœur, c'est pour moi un accomplissement. Cela comble toutes mes aspirations musicales”, assure (…) Jean-Christophe Spinosi, dont le père est originaire du Niolu et la mère de Caldarello. “Ils m'ont touché au plus profond de l'âme. Leur fragilité, leur sincérité, leur manière de chanter avec le cœur.” »

## Discographie: 9 CD
- Polyphonies Corses (1996). Le livret d’accompagnement est présenté par Marcel Landowski.
- Polyphonies Franciscaines (1997). La partition du Transitus de Saint François d’Assise a été présentée à Jean-Paul Poletti par Père Ulrich, du couvent San Damianu.
- Fiori di a Memoria (1999). L'album est dédié au Père Ulrich, du couvent San Damianu, et le livret d’accompagnement est introduit par Philippe-Jean Catinchi, journaliste au journal Le Monde.
- Cantata Corsica (2000). Cette cantate est composée par Jean-Paul Poletti, orchestrée par Costa Papadoukas, interprétée par le Chœur de Sartène, le Chœur Monteverdi de Bono (Sardaigne), l’Orchestre Philharmonique de Sibiu (Roumanie), sous la direction de Ciprian Para. La cantate ouvre en 1995 la saison du Théâtre du Châtelet à Paris[15].
- Messa Sulenna (2002). Parue chez Universal, la messe est composée par Jean-Paul Poletti, orchestrée par Costa Papadoukas, interprétée par le Chœur de Sartène, l’Orchestre Philharmonique National de Sibiu (Roumanie), sous la direction de Ciprian Para, et le Chœur Lyrique Toscae Gentis di Firenze, sous la direction de Silvio Segantini. En mars 2002, l’Opéra de Lyon crée la Messa Sulenna[1].
- Cantu di a Terra (2003). Paru chez Universal.
- En Chemin - Caminendu (2006). Paru chez Universal.
- Oratorio Terra Mea (2006). Paru chez Universal, l’Oratorio Terra Mea est écrit et interprété en corse et en latin. C'est une commande de la CTC, Collectivité Territoriale de Corse / Cullettività Territuriale di Corsica, à l’occasion du vernissage en 2005 de l’exposition « Corsica Christiana : 2000 ans de christianisme en Corse », au Musée Régional d’Anthropologie de la Corse – Museu di a Corsica[8], à Corte.
- 20 Anni (2015). Ce CD est destiné à célébrer les 20 ans du Chœur. Il regroupe des chants sacrés et profanes et est enregistré à la Chapelle Impériale d’Ajaccio : les Editions Productions Ricordu précisent que c'est le premier enregistrement réalisé dans ce lieu, qui forme l'aile droite du Musée Fesch. Le CD est chanté en corse et en latin : A Rota, Credu, Stabat Mater, Ave Maria, La Divina Commedia, Terra Mea, L’anniversariu di Minetta, Dies Irae, Introitu, Vexilla Regis Prodeunt, Lode di Sepolcru, U lamentu di Ghjesù, De Profundis, In Monte Oliveti, Donna Nera, Salve Sancta Parens ; Jean-Paul Poletti est l’auteur des titres A Rota, Credu, Terra Mea, Introitu.
- U Catinacciu di Sartè (2020) : ce dernier CD propose une Passion du Christ, illustrée par des créations de Jean-Louis Blaineau, Ceccè Ferrara, Ceccè Lanfranchi, Stéphane Paganelli et Jean-Paul Poletti, et retraçant les pas du "Pénitent Rouge" de Sartène lors du Vendredi Saint.

## Filmographie: 1 documentaire, 1 DVD
Le Chœur de Sartène est le sujet d'un documentaire et d'un DVD :
- Documentaire Voyage au cœur des polyphonies corses (2012). Réalisé par Jean-Christophe Ballot, photographe et documentariste, et produit par Injam production (Marc Andreani), le documentaire est en partie consacré au Chœur de Sartène.
- DVD Viaghju in Pulifunia - Voyage en Polyphonie (2016). L’association Melos produit le 1er DVD consacré au Chœur de Sartène, qui paraît le 15 août 2016. Il regroupe 10 chants, dont l’Ave Maria de Jean-Paul Poletti. Il est présenté à Ajaccio, en l’Eglise Saint Erasme, le vendredi 7 octobre 2016.